# Cheick Diarra
Cheick Fantamady Diarra (Bamako, 11 febbraio 1992) è un calciatore maliano, attaccante del Fujairah.